# Стрельский, Вячеслав Ильич
Вячесла́в Ильи́ч Стре́льский  (28 сентября 1910, Курск — 11 августа 1983, Киев) — историк-архивист и источниковед, доктор исторических наук (1964), профессор (1965) Киевского университета.

## Биография
Родился 28 сентября 1910 года в Курске.
- 1932–1935 гг. — окончил Московский историко-архивный институт;
  - его учителями были Е. В. Тарле, Ю. В. Готье, Н. В. Нечкина.
- Затем служил директором областного архива в г. Николаеве;
  - преподавал историю в Николаевском пединституте,
    - заведовал там кафедрой истории СССР.
- 1944 год —  вернулся из эвакуации во время ВОВ;
  - тогда же — директор Центрального государственного исторического архива АН Украины.
- 1945 год — защитил кандидатскую диссертацию.
- 1947 год — преподавал в киевском университете.
  - Редактировал:
    - «Ученые записки» киевского университета,
    - журналы:
      - «Архивы Украины»,
      - «Памятники Украины».
- 1964 год — доктор исторических наук.

Одна из последних работ Вячеслава Ильича (не опубликованная, но архивированная) была посвящена образу легендарного разбойника Кудеяра, который имел, в том числе, и курские прототипы.

## Научная и общественная деятельность
Вячеслав Ильич  — автор более 300 научных работ по истории Украины и других народов бывшей Российской империи и СССР, исторического краеведения, а также по проблемам:
- теоретического и конкретного источниковедения,
- теории и практики архивного дела,
- геральдики,
- сфрагистики,
- археографии,
- хронологии
- и других специальных исторических дисциплин.

Он подготовил около 40 кандидатов исторических наук.
Вячеслав Ильич Стрельский умер 11 августа 1983 году в Киеве; он был похоронен на городском кладбище «Берковцы».

## Награды
- 1982 год — Орден «Знак почета».